# Phú Sơn, Bỉm Sơn
Phú Sơn là một phường thuộc thị xã Bỉm Sơn, tỉnh Thanh Hóa, Việt Nam.
Phường có diện tích 2,88 km², dân số năm 1999 là 7.163 người, mật độ dân số đạt 2.487 người/km².